# Școala medie nr. 1 din Rîșcani
Școala medie nr. 1 este o clădire amplasată în Rîșcani, Republica Moldova. Este un monument arhitectural de importanță națională inclus în Registrul monumentelor Republicii Moldova ocrotite de stat cu nr. 2069 (raionul Rîșcani). Datează din anii 1930.